# Fouad Aghnima
Fouad Aghnima, né le 29 octobre 1997 à Francfort, est un joueur international allemand de futsal.

## Biographie
Fouad Aghnima commence sa carrière de futsal avec le club amateur du Freakz Gütersloh. Lors de la saison 2017-2018, il dispute la saison avec le club des Black Panthers Bielefield avant de rejoindre le MCH Futsal Club. 
Le 21 septembre 2019, Fouad Aghnima fait ses débuts en sélection allemande sous entraîneur Marcel Loosveld contre l'équipe d'Angleterre (match nul, 2-2). 